# ロイヤルティー
ロイヤルティー（英: royalty）とは、特定の権利を利用する利用者が、権利を持つ者に支払う対価のことで、主に特許権、商標権、著作権などの知的財産権の利用に対する対価をいう。特に、著作権に対する対価は印税ともいう。実施料やライセンス料とも呼ばれる。日本語では本来の綴り・発音から離れたロイヤリティーということも多い。

## 語源
ロイヤルティー（英: royalty）の語は、もともと王位または王の権利の意である。英語では、権利を持つ者に支払う対価の意味で用いる場合には、複数形（英: royalties）にすることが多い。

## 具体例

### 特許権
通常は、特許権者から特許の専用実施権の設定（特許法第77条）、または、通常実施権の許諾（特許法第78条）を受けた者が、その対価として特許権者に対して支払う実施料を指す。
例：
- 実施許諾を受け製品化した企業（実施権者） → 発明家（特許権者）

### 商標権
通常は、商標権者から商標の専用使用権の設定（商標法第30条）、または、通常使用権の許諾（商標法第31条）を受けた者が、その対価として商標権者に対して支払う使用料を指す。
例：
- フランチャイズオーナー（フランチャイジー） → 商標管理企業（フランチャイザー）

### 著作権
通常は、著作権者から著作物の利用の許諾を得た者（著作権法第63条）が、その対価として著作権者に対して支払う利用料（いわゆる印税）を指す。一方、著作者が著作権を譲渡する際の対価は、一般にはロイヤルティーとは呼ばれない。
例：
- 音楽（楽曲）： レコード会社、テレビ局、ラジオ局、公演主催者、カラオケ事業者 → 著作者・著作権者（作詞家、作曲家、音楽出版社）
- 音楽（原盤）： レコード会社、テレビ局、ラジオ局 → 著作隣接権者（レコード会社、音楽出版社、芸能プロダクション、アーティストなど）
- 出版物：出版社 → 著者（作家、小説家、著述家など）

日本の場合、著作物の利用料は、著作権者自身が徴収するのではなく、集中管理事業を行う団体によって徴収されることも多い。代表的な団体としては、日本音楽著作権協会（JASRAC）や実演家著作隣接権センター等があるが、このような団体が中間に入ると、手数料を名目とした金銭の中間搾取が発生し、著作権者の取り分が減ることになるため、著作権者によってはJASRACなどいかなる法人や団体も介さず、自ら著作権を管理するケースもある。